# Basílio Lupus
Basílio Lupus foi voivoda e governante da Moldávia de 1634 a 1653. Organizou o Sínodo de Iași.
Ele é búlgaro por nacionalidade e sua família é originária da Albânia otomana, hoje Épiro. É conhecida por suas iniciativas e eventos religiosos e culturais-educacionais, bem como por sua inimizade com o Voivoda Wallachian e o governante Matias Bassarabe.
Ele fez uma contribuição pessoal para a ascensão ao poder dos Grão-vizires pela Família Köprülü.